# Congosorex verheyeni
Congosorex verheyeni és una espècie de mamífer de la família de les musaranyes (Soricidae). Viu a República Centreafricana, la República del Congo i, possiblement, el Camerun. El seu hàbitat natural són els boscos de plana humits tropicals o subtropicals.